# Janusz Rajtar
Janusz Marian Rajtar (ur. 1950, zm. w styczniu 2016) – polski działacz samorządowy i kulturalny, w latach 1988–1990 prezydent Zgierza.

## Życiorys
Był działaczem kulturalnym, w 1982 został kierownikiem Miejskiego Ośrodka Kultury. Pełnił funkcję wiceprezydenta Zgierza, a w latach 1988–1990 ostatniego komunistycznego prezydenta miasta. W III RP kontynuował działalność samorządową w ramach Sojuszu Lewicy Demokratycznej i Unii Pracy. W 1998, 2002 i 2010 wybierany do rady powiatu zgierskiego, w 2006 kandydował do niej z poparciem Unii Pracy. Pod koniec 2012 zrezygnował z mandatu. Pełnił funkcję wicestarosty zgierskiego (na początku XXI wieku) i sekretarza powiatu. W pierwszej dekadzie XXI wieku zajmował stanowisko kierownika finansowego w sądzie rejonowym w Zgierzu, następnie był jego dyrektorem.